# 阿爾巴諾河
阿爾巴諾河是意大利的河流，位於該國北部倫巴底，河道全長14.2公里，流域面積44.6平方公里，平均流量每秒1.8立方米，最終在東戈注入科莫湖。

## 外部連結
- Parco della Valle Albano